# Kujūkuri
Kujūkuri (九十九里町?) è una cittadina giapponese della prefettura di Chiba.